# أونو

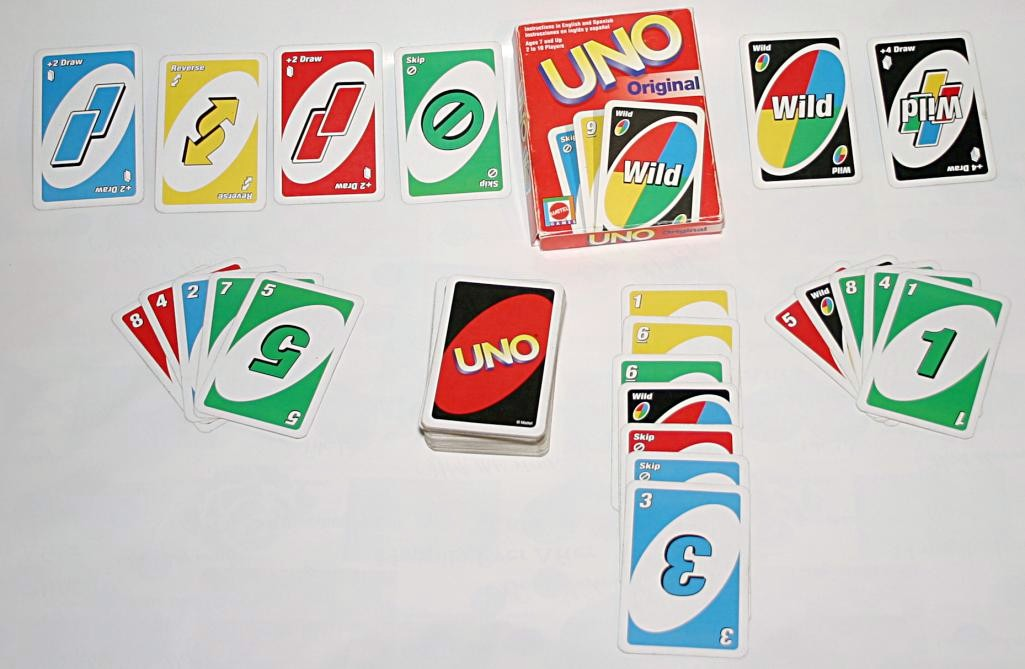
أوراق أونو

أونو هي لعبة ورق منتشرة من ألعاب العالم يلعبها شخصان أو أكثر. الأونو (UNO) لعبة أوراق أمريكية الأصل أما كلمة أونو فتعني «واحد» باللغتين الإسبانية والإيطالية. تم تطوير اللعبة من قبل ميرل روبنز في عام 1971 في مدينة ريدينغ - ولاية أوهايو. شركة ماتيل هي منتجة أوراق الأونو منذ عام 1992. القوانين العامة للعبة الأونو تندرج تحت الثمانيات المجنونة في عالم ألعاب الورق. تستطيع ان تلعبها حسب قوانينها أو يمكنك لعبها بقوانينكم الخاصة مع فريقك لاضافة الاثارة مثل وضع ورقتين أو ثلاث ان كانت من نفس الصنف.

## التاريخ
ميرل روبنز، مالك محل حلاقة في أوهايو، كان مولع بألعاب الورق، وفي عام 1971 خطرت في باله صناعة لعبة أوراق الأونو ومن ثم قام بتقديم هذه اللعبة إلى أفراد عائلته. عندما بدأت عائلته وأصدقاءه بلعب الأونو أكثر فأكثر؛ قام روبنز وعائلته بجمع 8000 دولار لصنع 5000 ورقة أونو وقام روبنز ببيع الأونو من محل الحلاقة الخاص به وكذلك بدأ عدد قليل من أصدقاءه ورجال الأعمال ببيع الأوراق. حتى باع روبنز حقوق إنتاج لعبة الأونو إلى مروج وصاحب قاعة جنازات معجب باللعبة بـ 50000 دولار، وبعدها تشكلت شركة الألعاب الدولية لإنتاج الأونو وارتفعت المبيعات بشكل هائل. وفي عام 1992 أصبحت شركة الألعاب الدولية جزءاً من خط إنتاج شركة ماتيل التي تعتبر الشركة الرسمية لصناعة أوراق الأونو.

## الأوراق
- عدد أوراق اللعبة كاملة هو 108 أوراق.[2]
- 0 - 9.
- كل ورقة مكررة مرتين ما عدا الصفر.
- اسحب 2.
- اسحب 4.
- تغيير اللون.
- إرجاع الدور.
- تفويت الدور.
- تبديل الكروت.

## الألوان
أحمر، أخضر، أزرق، أصفر.

## اسحب 2
إذا ألقى اللاعب ورقة اسحب 2 فيسحب خصمه ورقتان إلا إذا كان عند الخصم ورقة اسحب 2 فإذا أراد إلقاءها ليسحب اللاعب الذي بعده 4 وهكذا.

## اسحب 4
إذا ألقى اللاعب ورقة اسحب 4 فيسحب خصمه 4 أوراق وتضع فوقها ورقة أخرى وهكذا ويمكنه تغيير اللون ويمكنه أيضاً أن يلقيها على ورقة اسحب 2 لكن لا يمكنه أن يلقي ورقة اسحب 2 على اسحب 4 لأن اسحب 4 أقوى من اسحب 2.

## إرجاع الدور
- لاعبين.
- أكثر من لاعبين.

## تفويت الدور
- لاعبين.

يلقي اللاعب الورقة ويلعب مرة أخرى.
- أكثر من لاعبين.

يلقي اللاعب الورقة فيفوت دور اللاعب الذي بعده.

## تغيير اللون
يضع اللاعب كرت تغير اللون ويختار اللون الذي يريده

## طريقة اللعب
يوزع لكل لاعب 7 أوراق وتفتح في الوسط ورقة مكشوفة ويجب إلقاء نفس لون أو رقم الورقة وإذا لم يوجد فيسحب ورقة واحدة من السحابة ويجب قول أونو قبل إلقاء الورقة الأخيرة وإلا فيسحب 2 حيث أن طريقة الفوز بنفاد كل أوراق اللاعب.
يجب عليه سحب ورقتين اذا نسي قول اونو.